# Luise Heilborn-Körbitz
Luise Heilborn-Körbitz (née le 25 juillet 1874 à Berlin, morte le 15 janvier 1961 dans la même ville) est une scénariste allemande.

## Biographie
Luise Heilborn-Körbitz est la sœur d'Adolf Heilborn. Elle étudie la littérature et les langues. En 1912, elle devient scénariste pour la société cinématographique Deutsche Bioskop, la plupart sont réalisés par Emil Albes. Elle réalise les copies et supervise le montage du film. Lorsque la Première Guerre mondiale éclate en 1914, elle investit 20 000 Reichsmarks dans Bioscop pour assurer la continuité de la production.
Après la vente de l'entreprise, elle la quitte en avril 1919 et devient auteure indépendante. En 1923, Lupu Pick l'engage comme dramaturge pour la compagnie Rex. Dans cette fonction, elle est responsable du montage des films étrangers, de la traduction des intertitres et du montage.
À partir de 1920, elle travaille avec le réalisateur Gerhard Lamprecht. Son œuvre la plus importante à cette époque est le scénario de la nouvelle adaptation des Buddenbrooks de Thomas Mann, écrit avec Alfred Fekete. En 1925, elle passe à National-Film AG et adapte principalement des romans, dont Der Katzensteg de Hermann Sudermann. Elle travaille entre autres sous le pseudonyme de Hanns Torius.
Au début des années 1930, elle se retire du monde du cinéma pour des raisons de santé et publie les livres folkloriques et scientifiques de son frère. Après la Seconde Guerre mondiale, elle vit à Berlin-Ouest.

## Filmographie
- 1912 : Sklave der Liebe
- 1912 : Der Dritte
- 1912 : Wenn Frauen lieben
- 1912 : Die Tarantella
- 1912 : Die Revolutions-Hochzeit
- 1912 : Wie Brüderchen und Schwesterchen das Christkind besuchten
- 1912 : Kauft Watteschäfchen
- 1913 : Kasperl-Lotte
- 1913 : Das Ehrenwort
- 1913 : Der Herr des Todes
- 1914 : Bedingung – Kein Anhang!
- 1914 : Alt-Heidelberg, Du feine …
- 1914 : Die Heldin von St. Honorée
- 1914 : Die Grenzwacht im Osten
- 1914 : Das Leuchtfeuer von Lubaczow
- 1915 : O, du mein Österreich
- 1915 : Die drei Glocken von San Martino
- 1916 : Das Opfer einer Frau
- 1916 : Regina
- 1918 : Das Spitzentuch der Fürstin Wolkowska
- 1918 : Irrwege der Liebe
- 1918 : Wenn das Leben ruft
- 1920 : Das Sahnenbaiser
- 1920 : Die Lackstiefel
- 1920 : Nachtbekanntschaft
- 1921 : Der Friedhof der Lebenden
- 1921 : Pfropf- und Wumpfenschrumpfer
- 1923 : Das Haus ohne Lachen
- 1923 : Buddenbrooks
- 1923 : Zaïda
- 1924 : La Nuit de la Saint-Sylvestre (uniquement montage)
- 1925 : Les Déshérités de la vie
- 1925 : Hanseaten
- 1925 : Die Millionenkompagnie
- 1926 : Die vom anderen Ufer
- 1926 : 117 bis Grande Rue
- 1926 : Kubinke, der Barbier, und die drei Dienstmädchen
- 1926 : Die Unehelichen
- 1927 : Schwester Veronica
- 1927 : Der Katzensteg
- 1927 : Schwere Jungs – leichte Mädchen
- 1928 : Der alte Fritz – 1. Friede
- 1928 : Wenn die Mutter und die Tochter...
- 1928 : Eva in Seide
- 1928 : Sous le lampadaire (de)
- 1928 : Ossi hat die Hosen an
- 1928 : Lemkes sel. Witwe
- 1928 : Der Mann mit dem Laubfrosch